# Anfillo jezik
Anfillo jezik (južni mao; ISO 639-3: myo), afrazijslki jezik uže sjevernoomotske skupine, kojim govori 500 ljudi (1990 SIL) od 1 000 etničkih Anfilla, zapadno od Dembi Dola u Etiopiji. 
Anfillski čini centralnu podskupinu šire jezične skupine gonga. Većina pripadnika etničke grupe zna ili govori i zapadni oromo [gaz].

## Vanjske poveznice
- Ethnologue (14th)
- Ethnologue (15th)